# Wilfredo Honores
Wilfredo Honores (Callao, Perú; 8 de julio de 1942-Callao, Perú; 25 de mayo de 2024) fue un futbolista peruano. Desempeñó como delantero solo en clubes de Perú. Fue sobrino del famoso Juan Honores.

## Trayectoria
Se inició en el Club Atlético Chalaco. Luego jugo por el Club Mariscal Sucre de Deportes.Para después continuar en el Sport Boys Associationy en el KDT Nacional Sporting Club del Callao.

## Clubes
| Club                            | País | Temporada |
| ------------------------------- | ---- | --------- |
| Club Atlético Chalaco           | Perú | 1962-1963 |
| Club Mariscal Sucre de Deportes | Perú | 1966      |
| Sport Boys Association          | Perú | 1967      |
| KDT Nacional Sporting Club      | Perú | 1968-1969 |